# Lúka (album)
Lúka è l'album di debutto della cantante slovacca Veronika Rabada, pubblicato il 17 agosto 2018.

## Tracce
1. Husičky – 3:28
2. Chodzili by do nás – 3:00
3. Zabudni – 3:36
4. Ach Janíčko – 3:40
5. Lúka – 4:28
6. Ľúbim cigána Jána – 3:49
7. Dym – 3:38
8. Kone – 3:35
9. Konopa, konopa – 3:59
10. Chcela som – 3:30
11. Pasia – 3:18
12. Čapila, zabila – 3:20
13. Škovránok – 4:29
14. Mládenci – 3:00

## Classifiche
| Classifica (2018) | Posizione massima |
| ----------------- | ----------------- |
| Slovacchia        | 23                |